# فرودگاه داخلی ورملیون
فرودگاه داخلی ورملیون (به انگلیسی: Vermilion Regional Airport) یک فرودگاه همگانی با کد یاتا DNV است که یک باند فرود آسفالت دارد و طول باند آن ۱۸۳۰ متر است. این فرودگاه در کشور ایالات متحده آمریکا قرار دارد و در ارتفاع ۲۱۲ متری از سطح دریا واقع شده است.